# Пантерій Склір
Пантерій Склір (бл. 900 — після 945) — державний та військовий діяч Візантійської імперії.

## Життєпис
Походив з провінційного знатного роду Склірів. Син Никити Скліра, військовика та патрикія. Висловлюється думка, що матір'ю Пантерія була сестра імператора Василя I. Народився близько 900 року.
Розпочав кар'єру у 920 році за імператора Романа I Лакапена, якого підтримала родина Склірів, оскільки мала з останнім родинні зв'язки. Десь в цей час одружився з представницею Македонської династії Грегорією. Невдовзі призначено стратегом феми Ліканд, що розташовувалася в Месопотамії — на кордоні Візантійської імперії та Багдадаського халіфату. Тут Пантерій Склір відповідав за захист меж імперії від нападів загонів емірів Мосула.
У 930-х роках призначається керівником феми Фракісіон (з центром в Ефесі). В завдання Скліра входила допомога флоту в захисті островів Егейського моря від арабських піратів з Криту. У 944 році імператор Роман I відсторонив від посади доместіка схол Сходу Іоанна Куркуаса, замість якого призначив Пантерія Скліра. Водночас той отримав титул патрикія (другий вищий після магістра). Незабаром Склір зазнав поразки від Сайф аль-даули при спроби захопити Алеппо.
Того ж року імператора Романа I було повалено власними синами, яких в свою чергу відсторонив від влади Барда Фока Старший. У 945 році Пантерія Скліра як прихильника Лакапінів імператор Костянтин VII відсторонив від будь-яких посад. Склір мешкав у Константинополі та своїх маєтках, не беручи участі в державних справах. Дата смерті невідома.

## Родина
Дружина — Грегорія, донька Барди, який в свою чергу був братом імператора Василя I.
Діти:
- Барда (925—991), доместік схол Сходу
- Костянтин (935—989/991), патрикій
- Марія (930—963), дружина Іоанна Куркуаса
- донька, дружина Андоніка Дуки-Ліда